# 安多尼·沙德·費爾南德斯
安多尼·沙德·費爾南德斯（英語：Anthony Soter Fernandez；1936年4月22日—2020年10月28日）是馬來西亞籍天主教司鐸級樞機、首位馬來西亞樞機和吉隆坡總教區榮休總主教。

## 生平
費爾南德斯于1936年8月24日在英屬馬來亞吉打最大城市雙溪大年出生。他於1966年12月10日晉鐸。
1978年2月17日晉牧，並獲教宗若望保祿二世任命為檳城教區主教。1983年7月30日改為出任吉隆坡總教區總主教。1984年，他在擔任亞洲主教團協會人類發展委員會主席期間，曾與五位亞洲主教一起訪問中國上海、南京和廣州。1987年至1990年和2000年至2003年，曾出任馬來西亞-新加坡-汶萊天主教主教會議主席。
直至2003年5月24日因身體不適而榮休，由墨菲·帕基安接替成為吉隆坡總教區正權總主教。費爾南德總主教自榮休後，在檳城的總修院擔任神師。及後，回到吉隆坡總教區，在蕉賴聖方濟各沙勿略敬老院當專職神師。
2016年10月9日，教宗方濟各在三鐘經中宣布，將於同年11月19日擢升費爾南德斯為司鐸級樞機。

## 言論

### 反對《國內安全法令》
1960年，馬來西亞頒布《國內安全法令》，允許把未經審判者無限期拘留。費爾南德斯總主教迅速提出反對，而且從沒有改變這立場。他又發言反對事緣首相马哈迪，於1987年引用《國內安全法令》來對批評者作出的鎮壓。

## 牧徽

安多尼·沙德·費爾南德斯的樞機牧徽